# Drassodes unicolor
Drassodes unicolor är en spindelart som först beskrevs av O. Pickard-Cambridge 1872.  Drassodes unicolor ingår i släktet Drassodes och familjen plattbuksspindlar. Inga underarter finns listade i Catalogue of Life.